# Silba vanemdeni
Silba vanemdeni är en tvåvingeart som beskrevs av Mcalpine 1975. Silba vanemdeni ingår i släktet Silba och familjen stjärtflugor. Inga underarter finns listade i Catalogue of Life.